# 마리아 캐널스 바레라
마리아 커낼스 버레라(María Canals Barrera, 1966년 9월 28일 ~ )는 미국의 배우이다.

## 출연 작품
- 신은 죽지 않았다 2 (2016)
- 더 위자드 리턴: 알렉스 vs. 알렉스 (2013)
- 배트맨 : 다크 나이트 리턴즈, 파트 2 (2013)
- 배트맨 : 다크 나이트 리턴즈, 파트 1 (2012)
- 로맨틱 크라운 (2011)
- 캠프 락 2: 마지막 콘서트 (2010)
- 우리 가족 마법사: 극장판 (2009)
- 캠프 락 (2008)
- 더 프라우드 패밀리 무비 (2005)
- 실종: 충격적 사실들 (2003)
- 마스터 오브 디즈가이즈 (2002)
- 저스티스 리그 (2001)

### 텔레비전
- 우리 가족 마법사